# Rhinosteus
Il rinosteo (gen. Rhinosteus) è un pesce placoderma estinto, appartenente agli artrodiri. Visse nel Devoniano superiore (Frasniano, circa 375 milioni di anni fa) e i suoi resti fossili sono stati ritrovati in Europa e in Africa. 

## Descrizione
Questo pesce era di piccole dimensioni, e solitamente anche la specie più grande (Rhinosteus tuberculatus) non raggiungeva il mezzo metro di lunghezza. Rhinosteus, come tutti gli artrodiri, possedeva un corpo dotato di corazza nella metà anteriore; in sezione, il corpo era di forma tondeggiante. Il muso di Rhinosteus era corto, con ossa della regione delle guance corte, e piastre inferognatali sottili. Le specie R. traquairi e R. tuberculatus, tuttavia, possedevano rostri lunghi e appuntiti, e tubercoli sulle piastre. In R. traquairi il rostro era molto appuntito e si estendeva ben oltre il muso, e i tubercoli erano piccoli e disposti irregolarmente. In R. tuberculatus, invece, il rostro era smussato e i tubercoli erano grandi e abbondanti. La specie R. parvulus possedeva anch'essa un rostro smussato ed era sprovvisto di tubercoli. La lunghezza media del cranio di R. traquairi era di circa 11 centimetri, mentre quella di R. tuberculatus era di 15 centimetri. Nella specie più piccola, R. parvulus, il cranio non superava i 6 centimetri.

## Classificazione
Rhinosteus venne descritto per la prima volta nel 1911 da Jaeckel, che studiò i fossili provenienti dalla zona di Bad Wildungen in Germania e li attribuì alla specie R. traquairi. Nel 1932 Gross descrisse altre due specie, R. tuberculatus e R. parvulus, sempre provenienti dalla stessa zona. Rücklin, nel 2011, descrisse fossili attribuibili alla specie R. parvulus provenienti dalla zona dell'Antiatlante del Marocco.
Rhinosteus fa parte di un gruppo di pesci corazzati dotati di mascelle (placodermi) noti come artrodiri, comprendenti principalmente forme carnivore e dotate di nuoto veloce. In particolare, Rhinosteus fa parte del gruppo dei Brachythoraci, nella famiglia Selenosteidae (tra cui Selenosteus).